# Antoine-Robert Gaudreaus

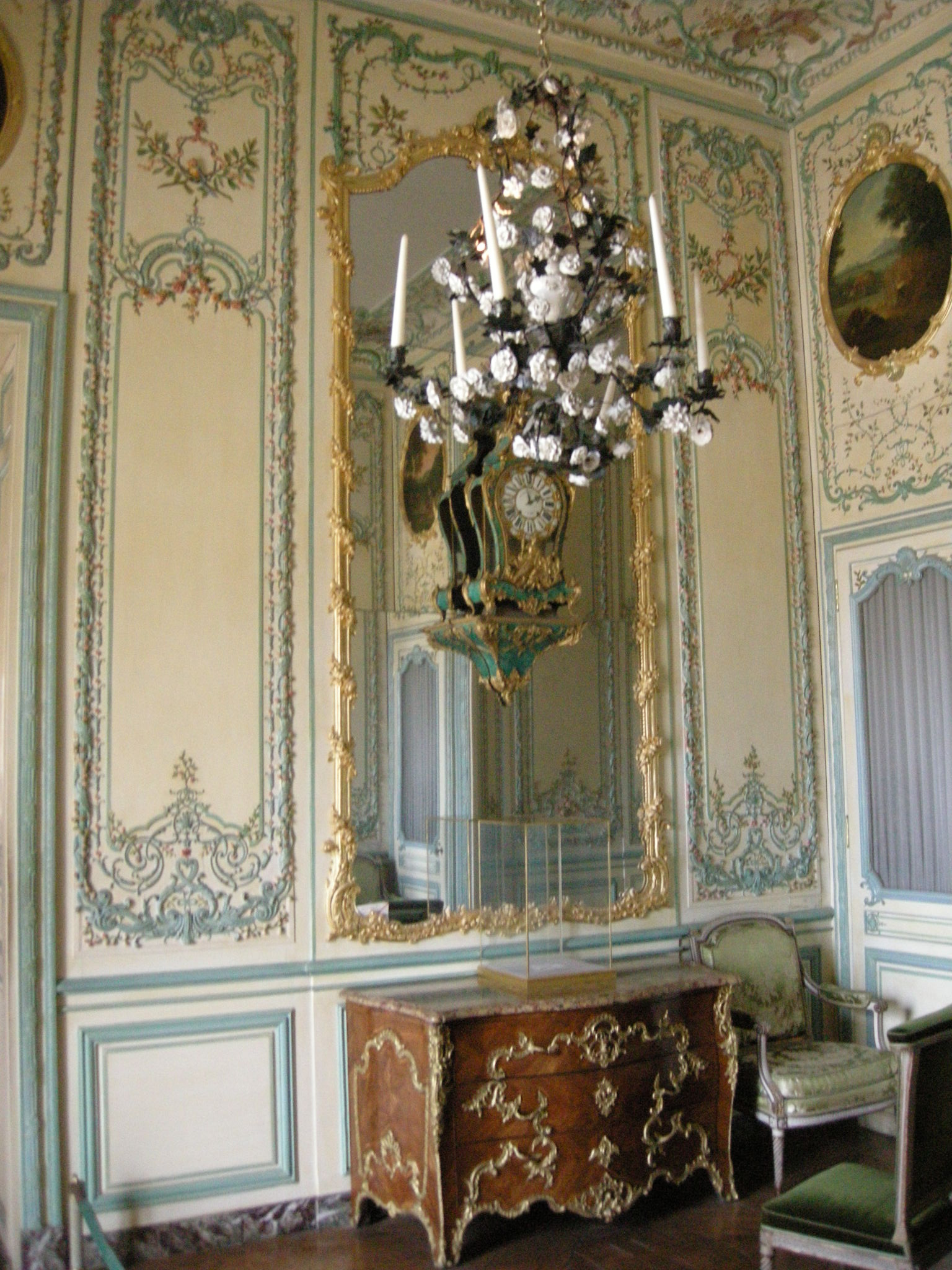
Commode exécutée en 1745 par Antoine Robert Gaudreaux (Château de Versailles)

Antoine Robert Gaudreaus (également orthographié Antoine Robert Gaudreaux) né à Paris vers 1680 et mort dans la même ville le 6 mai 1746 est un ébéniste français.
Il travailla pour les palais royaux sous le règne de Louis XV.

## Biographie
Antoine Robert Gaudreaus, nommé ébéniste du roi, était entré, en 1726, au Garde-Meuble de la Couronne. Ses meubles ne sont pas estampillés, mais les archives du Garde-Meuble de la Couronne permettent d’en identifier certains. Son atelier était situé à Paris, rue Princesse. Antoine Robert Gaudreaus fut élu syndic de la corporation des ébénistes en 1744. Son fils, François Antoine Gaudreaus, mort en 1751 fut également ébéniste du roi.

## Œuvres
- Londres, Wallace Collection : commode de la chambre de Louis XV au château de Versailles, 1739, placage de bois de violette avec monture en bronze doré de Jacques Caffieri[3].
- Versailles, château de Versailles : 
  - médaillier de Louis XV, 1739, sous forme de commode, conçu sur des dessins d'un des frères Slodtz, peut-être Sébastien-Antoine[4] ;
  - armoire basse à trois portes, 1744, pour le cabinet du roi du château de Versailles[5] ;
  - commode, 1745, pour l’appartement de la Dauphine du château de Fontainebleau[6].